# Acanthocobitis
Genre
Acanthocobitis est un genre de poissons téléostéens de la famille des Nemacheilidae et de l'ordre des Cypriniformes. Le genre Acanthocobitis est mono-typique, c'est-à-dire qu'il n'est composé que d'une seule espèce, Acanthocobitis pavonacea.

## Liste des espèces
Selon Singer, R.A. & Page, L.M. (2015):
- Acanthocobitis pavonacea (McClelland, 1839)[1]

### Note
Selon FishBase (17 juillet 2015):
- Acanthocobitis botia (Hamilton, 1822)
- Acanthocobitis mandalayensis (Rendahl, 1948)
- Acanthocobitis mooreh (Sykes, 1839)
- Acanthocobitis pavonacea (McClelland, 1839)
- Acanthocobitis pictilis Kottelat, 2012
- Acanthocobitis rubidipinnis (Blyth, 1860)
- Acanthocobitis urophthalmus (Günther, 1868)
- Acanthocobitis zonalternans (Blyth, 1860)